# Project Kuiper

Project Kuiper is een geplande satellietconstellatie van communicatiesatellieten gebouwd door Kuiper Systems LLC, een dochteronderneming van Amazon.com. Op lange termijn biedt het netwerk wereldwijde breedbandinternettoegang via 3236 satellieten die zijn gepositioneerd in een lage baan (Low Earth Orbit, LEO) rond de Aarde op een afstand van 350 tot 630 kilometer boven het aardoppervlak. Het project verwijst naar de Kuipergordel die is vernoemd naar de Nederlands-Amerikaanse astronoom Gerard Kuiper.

## Planning en bouw
Het bedrijf Kuiper Systems gevestigd in Washington D.C. is verantwoordelijk voor de ontwikkeling en de daaropvolgende exploitatie van het systeem. Het Kuiper-project werd pas openbaar na de verplichte publicatie van drie aanvragen bij de Federal Communications Commission (FCC) voor internationale radiofrequenties in maart 2019. Eind 2019 werd aangekondigd dat het hoofdkwartier en de onderzoek en ontwikkelingsafdeling gevestigd zullen worden in Redmond, Washington.
De toepassing omvat drie groepen van geplande satellieten in drie verschillende baancategorieën:
- 784 satellieten op een hoogte van 590 kilometer, helling van de baan 33°
- 1296 satellieten op een hoogte van 610 kilometer, helling van de baan 52°
- 1156 satellieten op een hoogte van 630 kilometer, helling van de baan 42°

Het satellietnetwerk zal in vijf fasen worden gebouwd, te beginnen met 578 satellieten rond 630 kilometer hoogte en een netwerk van grondstations ("Gateway-grondstations"). Het systeem kan na deze eerste fase al in gebruik worden genomen, maar alleen met dekking in het gebied tussen 56° noorder- en zuiderbreedte. In dat gebied woont ongeveer 95 procent van de wereldbevolking.

## Satellieten
Amazon bouwt de satellieten voor project Kuiper in Kirkland, Washington. De satellieten worden gepositioneerd in een lage baan om de aarde op een hoogte van 590 tot 630 km en bewegen zich voort met een snelheid van ongeveer 27000 kilometer per uur. Elke 90 minuten schommelt de temperatuur tussen 100 graden en min 50 graden Celsius. De satellieten zijn bestand tegen kosmische straling, zonnewind en kosmisch stof.

## Ontwikkeling
Amazon meldde in juli 2020 dat men 10 miljard dollar had gereserveerd voor een satellietnetwerk. Schattingen van de kosten voor de bouw van de satellietconstellatie door Quilty Space en de Bank of America in 2024 die niet zijn bevestigd door Amazon gaan uit van een investering in de range van 16 tot 20 miljard dollar.
In april 2021 heeft Amazon een team met technici van Facebook overgenomen die sinds 2018 bezig waren met het ontwikkelen van een low earth orbit (LEO)-satellietverbinding voor het aanbieden van internet in afgelegen gebieden.
Medio oktober 2021 werd bekend dat Verizon Communications gaat samenwerken met Amazon met als doel de satellieten te gebruiken voor de uitbreiding van connectiviteitsdiensten naar meer landelijke en afgelegen gemeenschappen in de Verenigde Staten.
Voor de lancering van de eerste twee prototypen, KuiperSat-1 en KuiperSat-2, zou Amazon aanvankelijk samenwerken met ABL Space Systems. In november 2021 heeft Kuiper Systems LLC een aanvraag voor het experiment ingediend bij de FCC. Op een van de twee prototypes wordt zonwerend materiaal aangebracht voor het verminderen van reflectie. De lancering moest in het vierde kwartaal van 2022 plaatsvinden en worden uitgevoerd met een RS1-draagraket vanaf Cape Canaveral Space Force Station. Dit nieuwe type raket bleek niet tijdig gereed en Amazon besloot in oktober 2022 de lancering om te boeken naar de eerste United Launch Alliance Vulcan, een ride share met de eerste Peregrine-maanlander van Astrobotic. Omdat die lancering langer op zich liet wachten heeft Amazon in augustus 2023 deze lancering omgeboekt naar een Atlas V-501 die op 6 oktober 2023 werd gelanceerd.
In de ruimte zullen de satellieten worden gebruikt voor het testen van de verbinding met vier van Kuipers satellietschotels en een grondstation in McCulloch, Texas. Zodra het experiment is afgerond zullen de satellieten uit een baan om de aarde worden gehaald waarna ze in de atmosfeer van de aarde storten en verbranden.
Kuiper Systems LLC heeft op 4 november 2021 bij de FCC een verzoek ingediend voor de uitbreiding van project Kuiper met 4538 satellieten waarmee de totale constellatie zal bestaan uit 7774 satellieten.
Op 5 april 2022 kondigde Amazon aan dat het contracten had ondertekend voor maximaal 83 lanceringen waarmee het merendeel van de 3236 satellieten van project Kuiper kunnen worden gelanceerd.
Medio mei 2022 kreeg Kuiper Systems LLC toestemming van de Federal Communications Commission (FCC) voor het testen van een prototype van het grondstation dat zal worden gebruikt voor project Kuiper. De testen worden in de periode van mei tot november 2022 uitgevoerd in de staat Texas. Een drone zal op een maximale hoogte van 122 meter vliegen en signalen naar het experimentele grondstation sturen in het spectrum van 19,19-19,29 gigahertz (GHz). Het grondstation is enkel operationeel in ontvangstmodus.
Voor de ondersteuning van de raketlanceringen voor Project Kuiper plaatste United Launch Alliance (ULA) begin juni 2022 een bestelling voor Northrop Grummans Graphite Epoxy Motor (GEM)-motoren ter waarde van meer dan twee miljard dollar.
In september 2022 hebben Amazon en Telesat (Canada) afspraken gemaakt om te voorkomen dat hun geplande satellieten elkaar verstoren, beide maken gebruik van de Ka-band. Amazon heeft een spectrumlicentie voor het Project Kuiper-netwerk in 2020 bij de FCC veiliggesteld terwijl de Lightspeed-satellieten van Telesat werden verwerkt als onderdeel van een eerdere ronde in 2016.
Sommige Kuiper-satellieten zullen functioneren als intermediair tussen remote sensing-satellieten en een netwerk van het United States Department of Defense (DoD) in een lage baan baan om de aarde. Met behulp van lasercommunicatie kan rechtstreeks gecommuniceerd worden met een vermaasd netwerk (mesh-netwerk) van het DoD.
Medio oktober 2022 waren er meer dan 1000 personen bij Amazon betrokken bij de bouw van de satellietconstellatie. Amazon bouwt de sallieten voor project Kuiper in Kirkland, Washington. De totale omvang van de productiefaciliteit bedraagt ongeveer 1,6 hectare en in eerste instantie zijn er 200 personen werkzaam met een productiecapaciteit van drie satellieten per dag.
Op 8 februari 2023 ontving Amazon formeel goedkeuring van de Federal Communications Commission (FCC) voor de Kuiper-constellatie na wijzigingen met betrekking tot botsingsgevaren en ruimtepuin. De satellieten worden uitgerust met voortstuwingssystemen die in staat zijn om banen aan te passen om botsingen te voorkomen. Tevens hebben de satellieten voldoende drijfgas aan boord voor een veilige, gecontroleerde terugkeer. Als het drijfgas op een bepaalde satelliet bijna op is kan deze om veiligheidsredenen voortijdig uit dienst worden genomen.
In juli 2023 werd bekend dat Amazon een complex van 9200 vierkante meter bouwt ter waarde van 120 miljoen dollar op het NASA Kennedy Space Center voor de eindassemblage van Kuiper-satellieten. De faciliteit is gesitueerd in de nabijheid van de landingsbaan waar voorheen spaceshuttles zijn geland. In het complex worden de satellieten, die zijn geproduceerd in Kirkland Washington, gemonteerd op de constructie voor het loslaten van de satellieten in de ruimte die wordt geplaatst in de neuskegels van de draagraketten. De volledig geïntegreerde compartimenten worden vervolgens verplaatst naar het lanceerplatform. Op 22 augustus 2024 werd aangekondigd dat Amazon dit complex zal uitbreiden tot in totaal 13.000 vierkante meter. Hiermee komt de totale investering voor de bouw van het complex op 140 miljoen dollar.
In mei 2024 heeft Amazon een FCC-licentie aangevraagd om schotels van Project Kuiper te gebruiken op bewegende voertuigen, schepen en vliegtuigen.
Op 6 juni 2024 heeft Project Kuiper zich aangesloten bij het Zero Debris Charter van ESA. Dat programma is een gezamenlijke inspanning van ESA en belanghebbenden. Het programma omvat het creëren van nieuwe technologieën voor het verwijderen van  ruimteschroot en het ontwerpen van missies die de vorming van ruimteschroot tot een minimum beperken.
Op 12 juni 2024 werd bekend dat Amazon gaat samenwerken met Vrio Corp (DIRECTV Latin America en Sky Brasil). Het partnerschap is gericht op het dichten van de digitale kloof in meerdere landen in Zuid-Amerika met ondersteuning van project Kuiper.
In december 2024 en begin januari 2025 werden de eerste vluchtklare satellieten van Kirkland naar Cape Canaveral getransporteerd.

## Ontvanger
Het eerste technische ontwerp van de ontvanger waarmee klanten contact kunnen krijgen met het satellietnetwerk werd in december 2020 gepresenteerd. Het systeem maakt gebruik van een golflengte in de Ka-band tussen de 26 tot 40 gigahertz (GHz). De schotelantenne heeft een diameter van ongeveer 30 centimeter en een voorlopige maximale capaciteit van 400 megabit per seconde (Mbps).
In maart 2023 presenteerde Amazon drie nieuwe ontvangers met een capaciteit van respectievelijk 100 Mbps, 400 Mbps en 1 Gbps.

## Lanceringen
Amazon wil voor de lancering van de satellieten gebruik maken van de diensten van verschillende ruimtevaartbedrijven. De eerste negen lanceringen werden in april 2021 geboekt bij United Launch Alliance waarbij gebruik wordt gemaakt van een Atlas V-raket. Amazon hoopt ook de New Glenn-raket van zusterbedrijf Blue Origin te gebruiken maar dit zal niet gebeuren voor 2022. Een schema voor de lancering van de satellieten is nog niet bekend. De licentievoorwaarden voor de goedgekeurde radiofrequenties verplichten Amazon echter om tegen 2026 de helft van de satellieten te exploiteren en de overige in 2029.
Op 5 april 2022 maakte Amazon bekend bovenop de tien bovengenoemde lanceringen nog eens 38 Vulcan-lanceringen bij ULA, twaalf New Glenn-lanceringen met een optie voor 25 additionele vluchten bij Blue Origin en achttien Ariane 6-lanceringen bij Arianespace te hebben geboekt. Deze grootste commerciële lanceerboeking ooit bevat drie raketten die op dat moment nog niet in gebruik waren genomen. Ook de ABL RS1 die aanvankelijk de eerste twee prototypes zou lanceren moest zijn eerste vlucht nog maken. Een Vulcan kan 45 Kuipersatellieten lanceren, een Ariane 6 kan er 35 tot 40 lanceren en een New Glenn kan 61 stuks lanceren.
Medio mei 2024 kondigde ULA aan dat er een tweede schip wordt gebouwd dat onder andere wordt gebruikt voor het transport van Vulcan-raketten van de fabriek in Decatur, Alabama naar de lanceerlocaties van Cape Canaveral Space Force Station in Florida en Vandenberg Space Force Base in Californië. ULA maakt al geruime tijd gebruik van haar eerste schip dat vaart onder de naam RocketShip, dit tweede schip zal de naam SpaceShip dragen.  De intentie een tweede schip te bouwen was twee jaar daarvoor al aangekondigd toen het lanceercontract met Amazon werd afgesloten. ULA breidt ook zijn lanceercapaciteit op lanceercomplex 41 van het Cape Canaveral uit, door de "raketparkeergarage" in hun Spaceflight Processing Operations Center te opwaarderen tot een volwaardige raket-integratie faciliteit.
Opvallend was dat Amazon geen lanceringen bij marktleider (en concurrent) SpaceX boekte. Dit had volgens Vice President David Limp te maken met de lanceermogelijkheden van de Falcon 9 en niet met concurrentiestrategie; andere raketten zijn volgens hem meer geschikt. Hij verwacht dat SpaceX Starship in de toekomst een aantrekkelijke raket voor Project Kuiper wordt. Toch boekte Amazon op 1 december 2023 drie Falcon 9-lanceringen voor Project Kuiper die vanaf het derde kwartaal van 2025 moeten plaatsvinden. De bekendmaking van deze boekingen kwam drie dagen voor een deadline om zich tegenover aandeelhouders te verdedigen in een rechtszaak over de keuze voor drie duurdere lanceerbedrijven met nieuwe raketten die zich nog moeten bewijzen terwijl SpaceX jaarlijks met succes tientallen Falcon 9’s lanceert.

### Prototypen
Op 6 oktober 2023 werden de eerste prototypen, KuiperSat-1 en KuiperSat-2, gelanceerd. Na de lancering meldde Amazon op 16 oktober 2023 dat beide satellieten operationeel waren voor verdere testwerkzaamheden. Op 9 november 2023 werd bekend dat beide prototypen gecontroleerde koerswijzigingen konden uitvoeren met behulp van hun stuwraketten waarbij gebruik wordt gemaakt van het Hall-effect waarbij een elektrisch veld geïoniseerde brandstof versnelt om stuwkracht te genereren. Op 16 november 2023 meldde Amazon-directeur Andy Jassy dat de tests met de twee op 6 oktober gelanceerde Protoflight-satellieten met honderd procent succes waren afgerond. Ook de eerste testen van beide prototypen met een vermaasd netwerk werden medio december 2023 succesvol doorlopen. Elke satelliet van de Kuiper satellietconstellatie zal worden voorzien van een laserverbindingen zodat een vermaasd netwerk in de ruimte kan worden gevormd.
Eind mei 2024 werd gestart met de laatste fase van de missie met de prototypen. Beide satellieten zullen binnen enkele maanden met behulp van hun voortstuwingssystemen een aantal manoeuvres uitvoeren waarbij de satellieten zullen afdalen tot een hoogte van ongeveer 350 kilometer om vervolgens in de atmosfeer van de Aarde te verbranden.

### Lanceergeschiedenis
| Vluchtnummer | Naam                       | Datum            | Lanceerbasis            | Lanceervaartuig                                                         | Aantal satellieten | Status        |
| ------------ | -------------------------- | ---------------- | ----------------------- | ----------------------------------------------------------------------- | ------------------ | ------------- |
| 1            | KuiperSat-1 en KuiperSat-2 | 6 oktober 2023   | Space Launch Complex-41 | Atlas V 501                                                             | 2                  | [ 59 ]        |
| 2            | Kuiper Atlas 1 (KA-01)     | 28 april 2025    | Space Launch Complex-41 | Atlas V 551                                                             | 27                 | [ 68 ] [ 69 ] |
| 3            | Kuiper Atlas 2 (KA-02)     | 23 juni 2025     | Space Launch Complex-41 | Atlas V 551                                                             | 27                 | [ 70 ] [ 71 ] |
| 4            | Kuiper Falcon 1 (KF-01)    | 16 juli 2025     | Space Launch Complex-40 | Falcon 9 Block 5                                                        | 24                 | [ 72 ]        |
| 5            | Kuiper Falcon 2 (KF-02)    | 11 augustus 2025 | Space Launch Complex-40 | Falcon 9 Block 5 (technisch gezien: Falcon Heavy in single-stick modus) | 24                 |               |

## Trivia
- Voormalige werknemers van concurrent SpaceX, dat werkt aan het Starlink-satellietnetwerk, maken onderdeel uit van het managementteam.[73]
- Ook de fabriek en R&D-locatie van het concurrerende Starlink-netwerk is in Redmond.[74]
- De eerste lancering van 27 Kuipersatellieten was op dat moment de zwaarste vracht die ooit met een Atlasraket werd gelanceerd.